# Monfortanci
Montfortanci su rimokatolička muška kongregacija, službenog naziva Družba Marijinih misionara montfortanaca (lat. Societas Mariae Montfortana). Ženski ogranak su Kćeri Mudrosti, a laički Braća sv. Gabrijela.
Godina utemeljenja: 1705.
Osnivač: sv. Ljudevit Marija Grignion Montfortski
Prema Pravilu svećenika misionara Družbe Marijine, osnivač je istakao da Ovi svećenici trebaju biti od Boga pozvani kako bi obavljali misije poput siromašnih apostola. Monfortanci pripadaju institutu apostolskog života, s naglašenom marijanskom karakteristikom. Monfortanska duhovnost je kristocentrično-marijanska. Najbitnija karakteristika je osobna posveta Isusu Kristu po Marijinim rukama. Radi se o svetom ropstvu ljubavi Isusu u Mariju. Posveta Isusu po Mariji sažet se može ovako izgovoriti: Totus Tuus. Sav sam Tvoj, i sve moje je Tvoje, ljubezni moj Isuse, po Mariji tvojoj presvetoj Majci. Monfortanska duhovnost ponajprije je put traženja i suobličenja Isusu Kristu. Utemeljitelj Družbe bio je svećenik mističnog iskustva koji je žarko tražio i želio prisutnost Boga živoga u svome životu. Najsavršenije sredstvo ili put kojim se postiže sjedinjenje s Božanskom Mudrošću jest nježna i istinska pobožnost prema Presvetoj Djevici. Jedno od specifičnih poslanja misionara monfortanaca je osvijetliti lik i ulogu Majke Božje u povijesti spasenja, te u kršćanskoj duhovnosti. Poslanje poslanje misionara Monfortanaca ima četiri izraza: evangelizacija, Marija, promjena mjesta boravka i rad u zajedništvu. Najpoznatiji duhovni spis osnivača družbe je Rasprava o pravoj pobožnosti prema Blaženoj Djevici Mariji.
Godine 2005. imali su 190 kuća s približno 1 000 pripadnika, od kojih 687 svećenika. U Hrvatskoj ih djeluje tek nekoliko, a kuća im je na Svetom Duhu u Zagrebu.
Monfortanci u Hrvatskoj prisutni su od 1976. godine, koja je službeni početak djelovanja u Zagrebu. Na blagdan Male Gospe, 8. rujna, kardinal Franjo Šeper, blagoslovio kapelicu monfortanskog samostana u Ulici Svetoga Duha na Bijeniku. Jedinu zajednicu danas imaju u Zagrebu – Blato. Prvi Monfortanac u Hrvatskoj bio je o. Luka Cirimotić (1929 -2006). Pripadaju Talijanskoj provinciji. Prvi današnji monfortanci školovali su se po Italiji i postupno vraćali u Zagreb. Godine 2001. u Zagrebu je osnovana prva redovnička zajednica u kojoj su danas četiri svećenika, četiri bogoslova, dva novaka i dva postulanta. 7. ožujka 2009. započeli smo s izgradnjom novog samostana u Blatu kod Zagreba, Mladena Fiolića 11, 10 020 Zagreb - Blato. Biskup Valentin Pozaić blagoslovio je kamen temeljac. Mons. Pozaić je 31. listopada 2010. blagoslovio samostan i kapelu otaca Monfortanaca, a nazočili su misnom slavlju i vrhovni general reda Santino Brembilla, provincijal talijanske provincije Luciano Nembrini i susjedni župnici, te brojni vjernici. 
Oci monfortanci u svom pastoralu pomažu na župama, animiraju neke crkvene pokrete, vode duhovne vježbe za redovnice, drže duhovne obnove, neki službuju u Vojnom ordinarijatu, prevode Monfortove duhovne spise, sustavno prikazuju svoju duhovnost. U svom zagrebačkom samostanu svaki dan slave Euharistiju, održavaju duhovne programe poput okupljanja molitvenih zajednica, animiranje tjednog euharistijskog klanjanja te mjesečnoga noćnog bdjenja. 
Poglavar monfortanaca u Hrvatskoj je o. Zdravko Barić, koji je vojni kapelan hrvatskih oružanih snaga. O. Zdravko Barić je duhovnik pokreta Obnove u Duhu svetome, pokreta koji je 2015. inicirao hrvatsku katoličku molitvenu inicijativu Tridesetodnevnicu za Hrvatsku i hrvatski narod.
26. kolovoza 2016. u župnoj crkvi Sv. Jelene Križarice u Zaboku u službu stalnog policijskog kapelana za Policijsku upravu krapinsko-zagorsku uveden je monfortanac pater Zrinko Nikolić. Sv. misu povodom uvođenja predvodio je generalni vikar Vojnog ordinarijata p. Jakov Mamić. Vlč. o. Zrinko Nikolić je dekretom vojnog ordinarija mons. Jure Bogdana, imenovan kapelanom poslužiteljem za Policijsku kapelaniju "Sv. Nikole biskupa" u Zaboku. Dva dana prije, pater Miljenko Sušac je preuzeo upravljanje župom Uznesenja BDM u Kupincu. 2016. godine uređen je novi CD na kojem se može slušati Rasprava o pravoj pobožnosti prema Djevici Mariji utemeljitelja Družbe Monfortanaca sv. Ljudevita Monfortskog, a povodom 300. obljetnice njegove smrti sv. Ljudevita Monfortskog. Suradnici na projektu bili su zajedno pater Zdravko Barić, Dario Šego i Marijan Agičić, a na CD-u tekst čitaju fra Miroslav Bustruc i Ljiljana Bunjevac Filipović.
Svetci, blaženici i sluge božje iz njihovih redova: bl. Marija Luiza Trichet (suosnivačica Kćeri mudrosti).

## Ženska grana
Žensku granu Monfortanske obitelji su Kćeri Mudrosti. Zajedno s Montfortom osnovala ih je blažena Marija Lujza od Isusa (Marija Luiza Trichet) (1684. – 1759.), proglašena blaženom 1993. godine.

## Vanjski izvori
- Mrežna stranica montfortanske družbe: http://www.montfort.org  Arhivirana inačica izvorne stranice od 17. svibnja 2014. (Wayback Machine).
- Monfortanci - Družba Marijina u Hrvatskoj
- Google Plus Samostan Monfortanaca u Zagrebu